# Carlos Gardel (metropolitana di Buenos Aires)
Carlos Gardel è una stazione della linea B della Metropolitana di Buenos Aires. Si trova sotto avenida Corrientes, presso l'intersezione con calle Agüero, nella zona del barrio di Balvanera conosciuta come Abasto.

## Storia
La stazione è stata inaugurata il 17 ottobre 1930, quando fu aperto al traffico il primo segmento della linea b compreso tra Callao e Federico Lacroze. Fu chiamata Agüero sino al dicembre 1984, quando fu intitolata al celebre cantante e attore Carlos Gardel.

## Interscambi
Nelle vicinanze della stazione effettuano fermata diverse linee di autobus urbani ed interurbani.
- Fermata autobus

## Servizi
La stazione dispone di:
- Biglietteria a sportello
- Biglietteria automatica